# Gestão de contingência
Gerenciamento de contingência é a aplicação do condicionamento operante que usa o controle de estímulos e as consequências para mudar o comportamento, e originalmente derivado da ciência da análise do comportamento aplicada (ABA), mas às vezes é implementado a partir de uma estrutura de terapia cognitivo-comportamental (TCC), como na terapia comportamental dialética ou TCD. Está amplamente associada ao behaviorismo.
O gerenciamento de contingência baseado em incentivos é bem estabelecido quando usado como um tratamento de análise de comportamento clínico (CBA) para o abuso de substâncias, o que implica que os pacientes ganhem dinheiro (na forma de vouchers), ou outros incentivos (prêmios e gratificações), como uma recompensa para reforçar a abstinência de drogas e, com menos frequência, o uso inverso por meio da punição se não cumprirem as regras e regulamentos do programa ou seu plano de tratamento.
Pela maioria das avaliações, seus procedimentos produzem um dos maiores efeitos de todas as intervenções educacionais e de saúde mental.

## Economias simbólicas
Uma forma de gerenciamento de contingência é o sistema de economias simbólicas. Os sistemas simbólicos podem ser usados em um formato individual ou de grupo. Tais sistemas têm demonstrado sucesso com uma ampla gama de pacientes, incluindo aqueles que sofrem de dependência severa, aqueles com necessidades especiais e aqueles que experimentam a delinquência. No entanto, pesquisas recentes questionam o uso de sistemas simbólicos com crianças em tenra idade. A exceção à última seria o tratamento da gagueira. O objetivo de tais sistemas é diluir gradualmente e ajudar a pessoa a começar a acessar a comunidade natural de reforço (o reforço normalmente recebido no mundo para realizar os comportamentos do cotidiano).

## Sistemas de nível
Os sistemas de nível são frequentemente empregados como uma forma de sistema de gerenciamento de contingência. Os sistemas de nível são projetados de forma que, uma vez que um nível seja alcançado, a pessoa ganha todos os privilégios para aquele nível e os níveis inferiores a ele.